# Ha Yoon-kyung
Ha Yoon-kyung (* 20. Oktober 1992 in Gunpo) ist eine südkoreanische Schauspielerin. Bekannt wurde sie in Hospital Playlist und Extraordinary Attorney Woo.

## Leben und Karriere
Ha wurde am 20. Oktober 1992 in Gunpo geboren. Ihr Debüt gab sie 2015 in dem Film Socialphobia. 2018 spielte sie in der Serie Matrimonial Chaos mit. Zwischen 2020 und 2021 bekam sie eine Rolle in Hospital Playlist. Außerdem war sie 2021 in She Would Never Know zu sehen. Unter anderem wurde Ha für die Serie Extraordinary Attorney Woo gecastet.

## Filmografie (Auswahl)
Filme
- 2015: Socialphobia
- 2016: Stay with Me
- 2018: Taklamakan
- 2021: Go Back
- 2022: Gyeong-ah’s Daughter

Serien
- 2018: Matrimonial Chaos
- 2018: Queen of Mystery 2
- 2020–2021: Hospital Playlist
- 2021: She Would Never Know
- 2022: Extraordinary Attorney Woo
- 2024: Gangnam B-Side
- 2024: The Frog

## Auszeichnungen

### Gewonnen
- 2022: Busan Film Critics Awards in der Kategorie „Beste Schauspielerin“ für Gyeong-ah’s Daughter[4]